# SCL Tigers
SCL Tigers är en ishockeyklubb från Langnau im Emmental i Schweiz bildad 1946 under namnet SC Langnau. SCL står för Schlittschuh-Club Langnau som på svenska betyder skridskoklubben Langnau. Tigers härstammar från lagets långvariga sponsor ostproducenten Tiger Käse AG. Laget spelar i National League som är den högsta ishockeyligan i Schweiz. Klubben hade sina största framgångar på 1970-talet då laget vann det schweiziska mästerskapet 1976 och kom tvåa 1970, 1977 och 1978. Under 1980 och 1990-talet pendlade laget en del mellan de två högsta serierna. Från 1998 till 2013 var laget i Nationalliga A, flyttades sedan ner men kom åter att spela i Nationalliga A säsongen 2015/16 och spelar där fortfarande säsongen 2021/2022.